# 이이익
이이익(李以翊, 1868년 4월 26일 ~ 1935년 3월 12일)은 대한제국 관료 출신 독립운동가이다. 호(號)는 산남(山南).

## 생애
경상북도 칠곡에서 출생하였고 지난날 한때 경상북도 달성에서 잠시 유아기를 보낸 적이 있으며 이후 경상북도 성주에서 잠시 유년기를 보낸 적이 있는 그는 1881년 인동 장씨 문중의 6년 연상녀 장진평(張珍萍)과 결혼 후 1892년 음서로써 관직에 천거되어 1895년 2월까지 경상도 달성군 군서기관 등 조선국 관료 직에 2년간 입직 이후 1903년에서 1909년까지는 대한제국 경상북도 칠곡군 인동 태수 직을 지낸 그는 1910년 경술국치 사건 이후 영남 지방 유림 세력 야인으로 지냈고 1919년 3월, 곽종석 등을 비롯한 유림 137명과 함께 프랑스 파리에서 열리는 국제평화회의에 제출한 독립청원서(불란서 파리 장서)에 서명하기도 하였다. 그 후 1921년에서 1923년까지는 한국독립당 전임위원 직을 지내기도 하였다.

## 사후
1992년 3월 1일, 대한민국 정부에서는 그의 공훈을 기리고자 대한민국 건국훈장 애국장을 추서하였다.